# 加維亞河
53°49′52″N 25°35′37″E / 53.8312°N 25.5936°E
加維亞河是東歐的河流，流經白俄羅斯和立陶宛，屬於尼曼河的右支流，處於明斯克以西130公里，河道全長94公里，流域面積1,677平方公里。